# كاي شيبتو
كاي شيبتو (باليابانية: 柴戸 海) (مواليد 24 نوفمبر 1995) هو لاعب كرة قدم ياباني.

## وصلات خارجية
- كاي شيبتو على موقع رابطة كرة القدم اليابانية للمحترفين (اليابانية)
- كاي شيبتو على موقع إي إس بي إن إف سي (الإنجليزية)
- كاي شيبتو على موقع قاعدة بيانات كرة القدم.إي يو (الإنجليزية)
- كاي شيبتو على موقع Soccerway.com (الإنجليزية)
- كاي شيبتو على موقع عالم كرة القدم.نت (الإنجليزية)